# Kamienica Roberta Grundtmanna w Bydgoszczy
Kamienica Roberta Grundtmanna w Bydgoszczy – kamienica położona w Bydgoszczy na rogu ul. Gdańskiej i Słowackiego

## Położenie
Budynek stoi we wschodniej pierzei ul. Gdańskiej, u zbiegu z ul. Słowackiego.

## Charakterystyka
Kamienicę wzniesiono w latach 1905–1906 prawdopodobnie według projektu Alfreda Schleusenera, dla emerytowanego pułkownika pruskiej armii Roberta Grundtmanna.
W budynku mieściła się jedna z najbardziej znanych w Bydgoszczy kawiarni – „Cafe Metropol”, następnie „Elite” oraz atelier fotograficzne „Samson & Co.", czynne już w 1909 roku. W okresie międzywojennym w budynku miał swoje biuro aktywny działacz niepodległościowy, członek Rady Ludowej, radny miejski i budowniczy Paweł Dzionara. W okresie PRL mieściła się tutaj restauracja "SIM".
Budynek utrzymany jest w stylistyce wczesnego modernizmu, który charakteryzuje się dążeniem do uproszczenia i zgeometryzowania form elewacji. Budynek posiada masywną bryłę, prosty detal oraz osiową kompozycję elementów konstrukcyjnych.
Wewnątrz zachowała się oryginalna winda z czasów budowy, z kutą dekoracją w stylu secesyjnym.

## Galeria

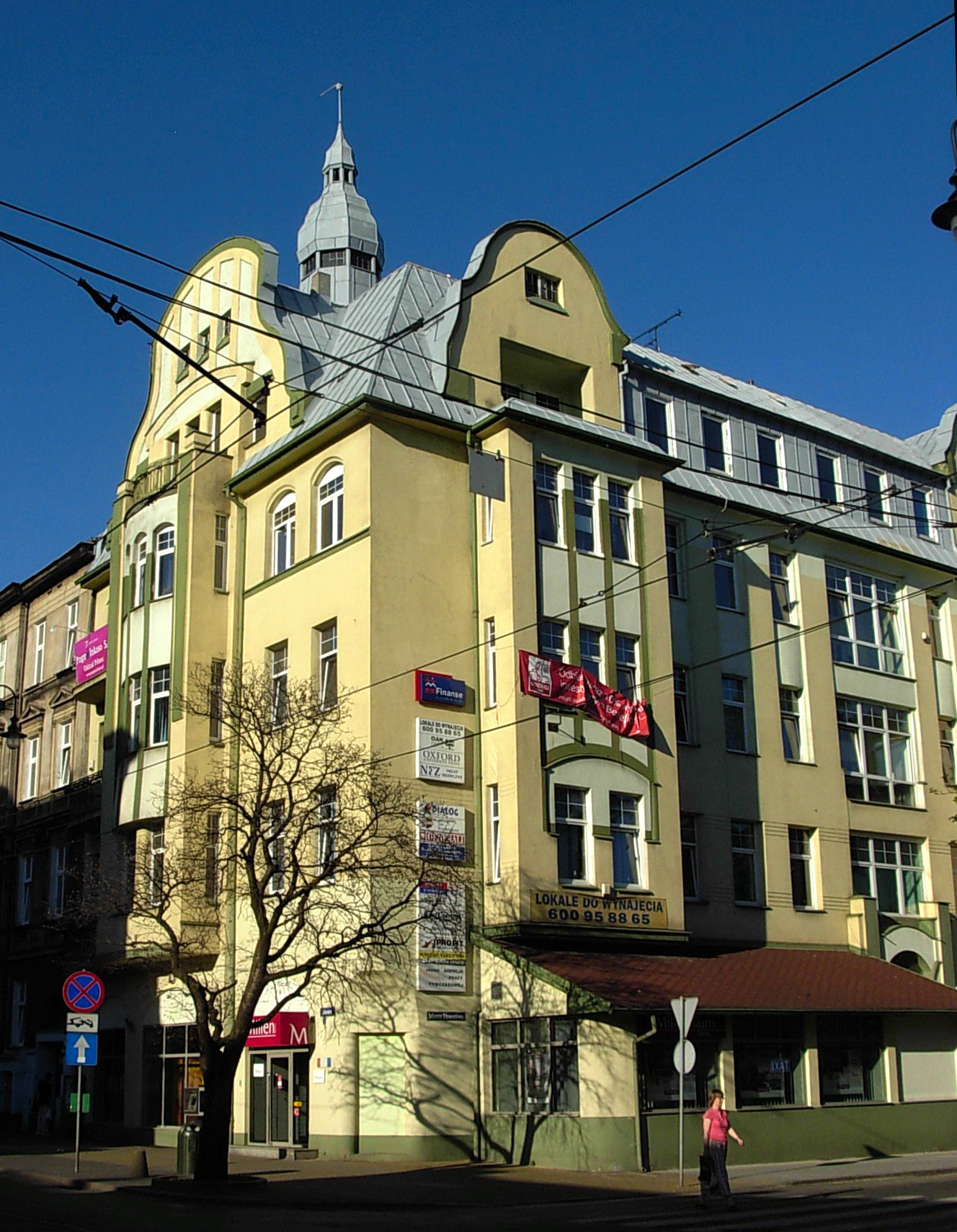
Widok od ul. Gdańskiej
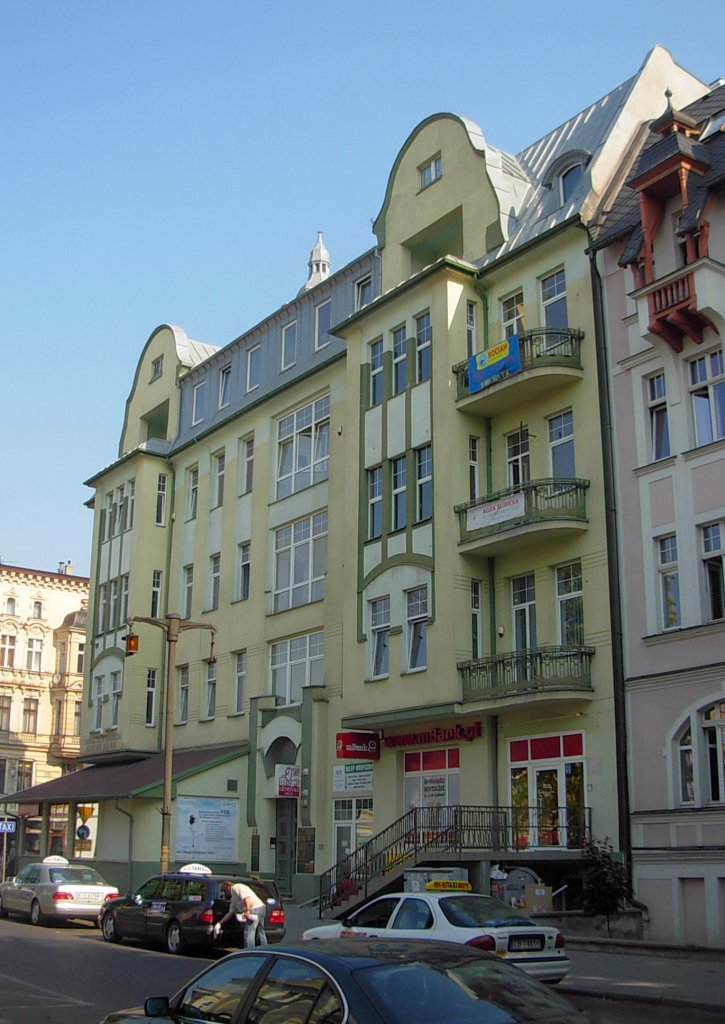
Elewacja południowa – widok od ul. Słowackiego.